# Cho Min-sun
Cho Min-sun (* 21. März 1972) ist eine ehemalige südkoreanische Judoka. Sie gewann zwei olympische Medaillen und war zweimal Weltmeisterin.

## Karriere
Cho Min-sun begann ihre Karriere im Superleichtgewicht, der Gewichtsklasse bis 48 Kilogramm. Sie gewann eine Bronzemedaille bei den Asienmeisterschaften 1988. Bei den Olympischen Spielen 1988 in Seoul wurden Judo-Wettbewerbe für Frauen im Rahmen der Demonstrationswettbewerbe angeboten. Cho gewann ihren ersten Kampf gegen die Taiwanerin Yu-Ping Chou und unterlag dann der Japanerin Fumiko Ezaki, damit belegte sie gemeinsam mit der Australierin Julie Reardon den dritten Platz.
1989 nahm Cho im Halbleichtgewicht, der Gewichtsklasse bis 52 Kilogramm, an den Weltmeisterschaften in Belgrad teil. In ihrem ersten Kampf unterlag sie der Italienerin Alessandra Giungi. Mit Siegen über Tatjana Gawrilowa aus der Sowjetunion, die Japanerin Noriko Mizoguchi und die Französin Dominique Maaoui-Brun in der Hoffnungsrunde erreichte Cho den Kampf um Bronze. Hier bezwang sie die Taiwanerin Yu-Ping Chou und erhielt eine Bronzemedaille.
1990 kämpfte Cho im Leichtgewicht, der Gewichtsklasse bis 56 Kilogramm. Im Februar gewann sie das Tournoi de Paris. Ende März siegte sie bei den Junioren-Weltmeisterschaften in Dijon. Im Herbst 1990 erkämpfte sie eine Bronzemedaille bei den Asienspielen.
Nach einem Jahr Pause gewann sie im Februar 1992 das Tournoi de Paris im Mittelgewicht, der Gewichtsklasse bis 66 Kilogramm. Im gleichen Monat kämpfte sie beim Weltcupturnier in München im Halbschwergewicht und belegte den zweiten Platz hinter ihrer Landsfrau Kim Mi-jung. Danach kämpfte die 1,75 m große Cho bis zum Ende ihrer Karriere fast ausschließlich im Mittelgewicht.
Bei den Weltmeisterschaften 1993 im kanadischen Hamilton bezwang sie im Viertelfinale die Kubanerin Odalis Revé, im Halbfinale die Chinesin Zhang Di und im Finale Liliko Ogasawara aus den Vereinigten Staaten. Anderthalb Monate später gewann sie in Macau auch die Asienmeisterschaften mit einem Finalsieg über die Chinesin Xu. 1994 unterlag Cho der Japanerin Aiko Oishi im Finale der Asienspiele in Hiroschima. Ende 1994 siegte Cho bei den Studenten-Weltmeisterschaften in Münster.
1995 gewann Cho zum dritten Mal das Tournoi de Paris, vierzehn Tage später siegte sie auch beim Weltcup-Turnier in München. Im Sommer 1995 gewann sie bei der Universiade in Fukuoka. Einen Monat später fanden die Weltmeisterschaften 1995 ebenfalls in Japan statt. Beim WM-Turnier in Chiba besiegte Cho die Niederländerin Claudia Zwiers im Halbfinale, im Finale siegte die Koreanerin gegen die Kubanerin Odalis Revé. Bei den Asienmeisterschaften 1995 erkämpfte Cho eine Bronzemedaille. Im Sommer 1996 gewann Cho bei den Olympischen Spielen in Atlanta im Halbfinale gegen Claudia Zwiers durch Ippon nach drei Minuten. Im Finale schlug sie die Polin Aneta Szczepańska nach achtzehn Sekunden.
1997 gewann Cho mit der koreanischen Mannschaft die Silbermedaille bei den Teamweltmeisterschaften. Bei den Weltmeisterschaften in Paris unterlag sie im Halbfinale der Britin Kate Howey, den Kampf um die Bronzemedaille gewann sie gegen die Französin Isabelle Beauruelle. Ende 1997 siegte Cho bei den Südasien-Meisterschaften in Busan.
2000 kehrte Cho noch einmal zurück auf die Judomatte. Nach einem zweiten Platz beim Tournoi de Paris im Februar gewann sie im Mai eine Bronzemedaille bei den Asienmeisterschaften. Im September unterlag sie im Halbfinale der Olympischen Spiele in Sydney der Kubanerin Sibelis Veranes, im Kampf um Bronze gewann sie gegen die Belgierin Ulla Werbrouck.